# 토요타 C-HR+
토요타 C-HR+(영어: Toyota C-HR+)는 토요타 자동차에서 생산 중인 소형 크로스오버 SUV로, 2025년 3월에 공개되었다. 유럽에서는 2025년 말에 출시될 예정이다.
이 차량의 디자인은 2022년에 공개될 bZ 컴팩트 SUV 컨셉트카에서 미리 선보였다.

## 같이 보기
- 토요타 자동차의 차종 목록